# كيريل باندو
كيريل باندو (مواليد 3 مايو 1943) هو ملاكم بلغاري، مثّل بلاده في الألعاب الأولمبية الصيفية في دورتي 1964 و1968.

## روابط خارجية
كيريل باندو على موقع أوليمبيديا (الإنجليزية)